# Deutsche Botschaft Kingston
Die Deutsche Botschaft Kingston ist die diplomatische Vertretung der Bundesrepublik Deutschland in Jamaika. Der Leiter der Vertretung ist gleichzeitig als Botschafter in dem Commonwealth der Bahamas akkreditiert. In den britischen Überseegebieten Cayman-Inseln sowie Turks- und Caicosinseln ist er als Generalkonsul akkreditiert. Der Leiter ist ferner als Ständiger Vertreter der Bundesrepublik Deutschland bei der Internationalen Meeresbodenbehörde (IMB) akkreditiert.

## Lage und Gebäude
Die Kanzlei der Botschaft befindet sich im Osten des Zentrums der jamaikanischen Hauptstadt Kingston. Die Straßenadresse lautet: 10 Waterloo Road, Kingston 10.
Bei dem Gebäude handelt es sich um einen zweigeschossigen Zweckbau, dessen Grundriss die Form eines H hat und der durch sein mit hellroten Ziegeln gedecktes Walmdach hervorsticht.

## Auftrag und Organisation
Die Botschaft Kingston hat den Auftrag, die deutsch-jamaikanischen Beziehungen zu pflegen, die deutschen Interessen gegenüber der Regierung von Jamaika zu vertreten und die Bundesregierung über Entwicklungen in Jamaika zu unterrichten.
In der Botschaft bestehen die Arbeitsbereiche Politik, Wirtschaft sowie Kultur und Bildung.
Das Referat für Rechts- und Konsularaufgaben der Botschaft bietet deutschen Staatsangehörigen konsularische Dienstleistungen und Hilfe in Notfällen an. Der konsularische Amtsbezirk der Botschaft umfasst Jamaika, die Bahamas sowie die genannten britischen Überseegebiete. Die Visastelle erteilt Einreisegenehmigungen für jamaikanische Staatsangehörige und in Jamaika wohnhafte Bürger dritter Staaten, soweit diese der Visumspflicht unterliegen. Pässe für Deutsche und Visa im Bereich der Bahamas sind bei dem Generalkonsulat Miami zu beantragen.
Ein Honorarkonsul der Bundesrepublik Deutschland ist in Sandyport (Bahamas) bestellt und ansässig.

## Geschichte
Die Bundesrepublik Deutschland richtete am 10. Februar 1958 ein Konsulat in Kingston ein. Nachdem Jamaika am 6. August 1962 vom Vereinigten Königreich unabhängig geworden war, wurde die Vertretung am 6. Februar 1963 in eine Botschaft umgewandelt.
Die DDR und Jamaika nahmen am 21. März 1977 diplomatische Beziehungen auf. Die Botschafter der DDR in Havanna (Kuba) waren in Jamaika nebenakkreditiert. Mit dem Beitritt der DDR zur Bundesrepublik Deutschland im Jahr 1990 endeten die Beziehungen.